# Pope-Vannoy Landing
Pope-Vannoy Landing est une localité d'Alaska (CDP) aux États-Unis dans le borough de Lake and Peninsula. En 2010, il y avait 6 habitants.
Elle est située à l'extrémité est du lac Iliamna, au nord-est de Kokhanok à 282 km à vol d'oiseau au sud-ouest d'Anchorage.
Les températures moyennes vont de −14 °C à −1 °C en janvier, et de 6 °C à 17 °C en juillet.
C'est un village qui n'est quasiment occupé qu'à la saison d'été, et qui vit des activités touristiques liées au lac Iliamna. Les habitations n'ont pas l'eau courante ni l'électricité, et sont ravitaillées en énergie par générateur individuel.

## Démographie
| 2000 | 2010 | - | - | - | - |
| ---- | ---- | - | - | - | - |
| 8    | 6    | - | - | - | - |

## Sources et références
- (en) Cet article est partiellement ou en totalité issu de l’article de Wikipédia en anglais intitulé « Pope-Vannoy Landing, Alaska » (voir la liste des auteurs).
- (en) CIS